# Asterism (kristaller)

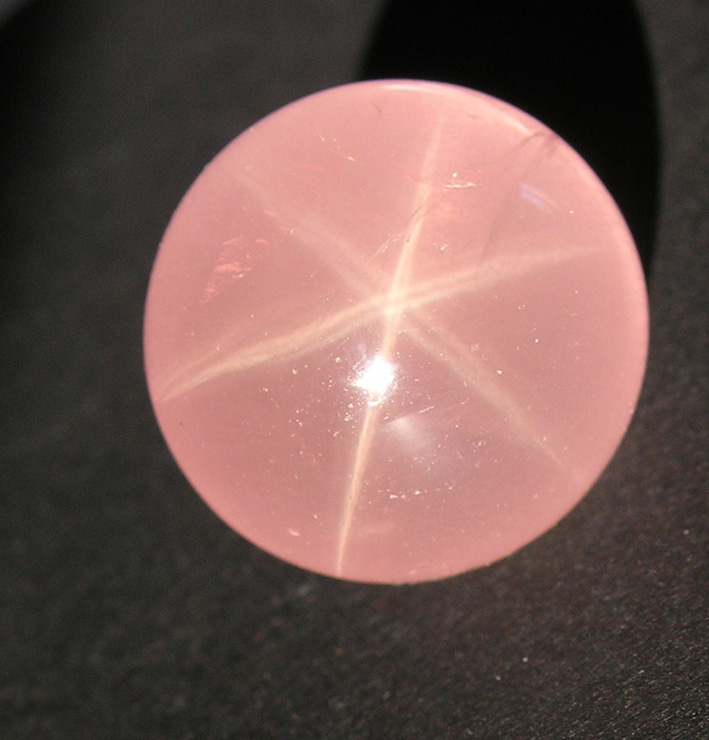
Asterism

Asterism är ett optiskt fenomen hos vissa kristaller, vilket kan ses när kristallerna betraktas i reflekterat ljus. Fenomenet, som är en stjärn- eller strålformig ljusfigur, beror på att kristallerna har regelbundet orienterade nålformiga inneslutningar som sprider ljuset. Asterism förekommer hos till exempel  cabochonslipade safirer (stjärnsafirer).